# Bird of Paradise (película de 1932)
Ave del Paraíso (El ave del paraíso) es una película estadounidense romántica, de drama y de aventura estrenada en 1932, dirigida por King Vidor y con Dolores del Río y Joel McCrea como actores principales.

## Sinopsis
Johnny (Joel McCrea), un aventurero estadounidense, llega a unas islas exóticas de la Polinesia, en el Pacífico Sur y se enamora perdidamente de Luana (Dolores del Río), la bellísima hija del jefe de una tribu local. Pero el amor de los dos jóvenes es visto con malos ojos por la gente de Luana, que tiene reservado un destino muy distinto a la joven.

## Comentarios
La película causó escándalo en el Hollywood de la época por las escenas, sutiles pero explícitas, en las que los protagonistas nadan desnudos en el mar, aunque logró salvarse de la censura antes de que se empezase a aplicar en Hollywood el Código Hays. Las escenas no son totalmente claras, pues la alta intensidad de las luces inhibe los detalles de las imágenes.

## Miscelánea
En la sección de miscelánea de la página de Internet Movie Database dedicada a la película, se señala esto:
- es la primera película sonora con música completamente sinfónica, la cual también fue la primera en comercializarse en formato de disco;
- fue la primera película de Lon Chaney Jr., pero apareció en los créditos con su verdadero nombre, Creighton Chaney;
- el prolífico director de musicales Busby Berkeley creó las coreografías de los habitantes de la isla donde se desarrolla la historia;
- los habitantes de la aldea aparecieron también en las escenas de King Kong desarrolladas en Skull Island;
- no tuvo la aceptación deseada, así que la secuela planeada con el mismo equipo creativo, Green Mansions, no se realizó.